# Mario Topuzov
Mario Magdalinov Topuzov (in bulgaro Марио Магдалинов Топузов?; Blagoevgrad, 25 luglio 1999) è un calciatore bulgaro, attaccante del Pirin Blagoevgrad.

## Carriera
Cresciuto nel PFC Litex Lovec, nel 2016 si è trasferito al Pirin Blagoevgrad, club con cui ha debuttato nei professionisti il 5 marzo 2017, in Ludogorets-Pirin Blagoevgrad (3-0), sostituendo Stanislav Kostov al minuto 86. Nel 2019 si è trasferito al Septemvri Simitli. Nell'estate 2020 è stato ufficializzato il suo trasferimento al CSKA 1948 Sofia, club della massima divisione bulgara. Con il club biancorosso ha debuttato in campionato il 7 agosto 2020, in CSKA 1948 Sofia-CSKA Sofia (2-2).